# Aeroitalia Regional
Aeroitalia Regional fue una aerolínea rumana con sede en Bucarest. Fue creada en 2021 como Air Connect y cesó sus operaciones en noviembre de 2024. 

## Historia

### AirConnect
Air Connect fue fundada en 2021 por cinco inversores privados con el objetivo de atender al mercado regional del país. La aerolínea lanzó su primer vuelo programado desde Bucarest a Baia Mare el 27 de marzo de 2023. Además de destinos en Rumanía, también se sirven vuelos a Viena y destinos en Italia. En octubre de 2023, la compañía suspendió los vuelos programados durante el invierno, pero planea reiniciarlos en marzo de 2024. Los dos aviones, dos ATR 72-600  (YR-ACA y YR-ACB) han estado volando en arrendamiento húmedo para AeroItalia desde octubre.
En noviembre de 2023, la aerolínea italiana AeroItalia se hizo cargo de la empresa.

### Aeroitalia Regional
En abril de 2024, Air Connect pasó a llamarse Aeroitalia Regional. En diciembre de 2024, se anunció que AeroItalia vendería su filial AeroItalia Regional a la nueva aerolínea siciliana Aerolinee Siciliane.

## Antiguos destinos
Estos son los destinos que operó la aerolínea a lo largo de su historia:
| Países  | Destinos    | Aeropuertos                                         |
| ------- | ----------- | --------------------------------------------------- |
| Austria | Viena       | Aeropuerto de Viena-Schwechat                       |
| Croacia | Dubrovnik   | Aeropuerto de Dubrovnik                             |
| España  | Barcelona   | Aeropuerto Josep Tarradellas Barcelona-El Prat      |
| Hungría | Budapest    | Aeropuerto de Budapest-Ferenc Liszt                 |
| Italia  | Ancona      | Aeropuerto de Ancona-Falconara                      |
| Italia  | Bérgamo     | Aeropuerto de Bérgamo-Orio al Serio                 |
| Italia  | Milán       | Aeropuerto de Milán-Linate                          |
| Italia  | Nápoles     | Aeropuerto de Nápoles-Capodichino                   |
| Italia  | Roma        | Aeropuerto de Roma-Fiumicino                        |
| Rumania | Bacău       | Aeropuerto Internacional George Enescu              |
| Rumania | Baia Mare   | Aeropuerto Internacional de Maramures               |
| Rumania | Bucarest    | Aeropuerto de Bucarest-Băneasa                      |
| Rumania | Bucarest    | Aeropuerto Internacional de Bucarest-Henri Coandă   |
| Rumania | Cluj-Napoca | Aeropuerto de Cluj-Napoca                           |
| Rumania | Constanza   | Aeropuerto Internacional Mihail Kogălniceanu        |
| Rumania | Oradea      | Aeropuerto Internacional de Oradea                  |
| Rumania | Sibiu       | Aeropuerto Internacional de Sibiu                   |
| Rumania | Suceava     | Aeropuerto Internacional de Suceava Ștefan cel Mare |
| Rumania | Târgu Mureș | Aeropuerto Internacional de Târgu Mureș             |
| Rumania | Timișoara   | Aeropuerto Internacional de Timișoara Traian Vuia   |

## Flota histórica
La flota de AirConnect/Aeroitalia Regional constaba de las siguientes aeronaves:
| Aeronaves  | Total | Introducido | Retirado | Matrículas      |
| ---------- | ----- | ----------- | -------- | --------------- |
| ATR 72-600 | 2     | 2022        | 2024     | YR-ACA y YR-ACB |